# Adolphe-Henri Ruchat
Adolphe-Henri Ruchat (Grandcour, 17 december 1906 - La Tour-de-Peilz, 21 juni 2002) was een Zwitsers maatschappelijk werker en vluchtelingenhelper.

## Biografie

### Afkomst
Adolphe-Henri Ruchat was een zoon van Fritz Ruchat, die landbouwer was, en van Edwig Michel. Hij was gehuwd met de Belgische Jeanne Allard, die de dochter was van een mijnwerker.

### Belgische periode
Ruchat studeerde aan de officiersschool van het Leger des Heils in Bern (1926). Vanaf 1930 verbleef hij in België. Van 1938 tot 1940 was hij directeur van een protestants hulpcomité ten voordele van Duitse vluchtelingen in Brussel. Tijdens de Tweede Wereldoorlog werd hij opgepakt door de Gestapo. Hij was in die periode ook verantwoordelijk voor een opvangcentrum dat in feite dienst deed als dekmantel voor het verzet. Hij was tevens betrokken bij radio-uitzendingen van Radio Sottens en de British Broadcasting Corporation.

### Terugkeer naar Zwitserland
In 1948 keerde Ruchat terug naar Zwitserland. Hij was vervolgens brigadier van het Leger des Heils in Les Ponts-de-Martel, Lausanne, Bern en Genève. Hij werd zowel in België als in Israël onderscheiden voor zijn werk. In Israël is hij erkend als een Rechtvaardige onder de Volkeren. In 1986 schreef hij Des pas dans la nuit, een werk waarin hij schrijft over zijn levensloop en de geschiedenis van zijn geboortedorp Grandcour.

## Werken
- (fr)  Grandcour à travers les âges, 1981.
- (fr)  Des pas dans la nuit, 1986.

- Gemeinsame Normdatei: 1080108831
- Historisch woordenboek van Zwitserland: 044723
- Virtual International Authority File: 6145066415866590324